# Антенновая крылатка
Антенновая крылатка (лат. Pterois antennata) — вид рыб семейства скорпеновых.
Достигает максимальной длины 20 см. Как и все рыбы этого подсемейства, вид характеризуется сжатым по бокам телом и окраской с белыми поперечными полосами. Основной тон окраски тёмно-бордовый. Грудные веерообразные плавники сильно увеличены, на конце имеют синие точки.
Обитают на глубине до 50 метров в тропической зоне Индийского океана от Восточной Африки до Большого Барьерного рифа на северо-востоке Австралии. Его средой обитания являются лагуны и рифы.
Рыба ведёт одиночный образ жизни и, вероятно, держится ближе к грунту, где медленно плавая, загоняет свою добычу расправленными плавниками в угол. Наряду с рыбой питается ракообразными.
Антенновая крылатка является ядовитой рыбой. Лучи её спинного плавника, а также два луча брюшных плавников и два луча анального плавника снабжены ядовитыми железами. Уколы этими лучами могут вызвать у ныряльщиков болезненные раны. Содержащийся в иглах яд может вызвать паралич дыхания человека, сердечно-сосудистую недостаточность и лихорадку. Симптомы исчезают обычно в течение одного-двух дней.